# Тергу
Тѐргу (на италиански: Tergu; на сардински: Tzelgu, Целгу) е село и община в Южна Италия, провинция Сасари, автономен регион и остров Сардиния. Разположено е на 284 m надморска височина. Населението на общината е 622 души (към 2010 г.).